# Pieter Neleman
Pieter Neleman (Rotterdam, 10 juli 1936 – Den Haag, 25 februari 2021) was een Nederlands jurist gespecialiseerd in het privaatrecht en vicepresident van de Hoge Raad der Nederlanden.

## Loopbaan
Neleman studeerde rechtsgeleerdheid aan de Universiteit Leiden van 1954 tot 1961, waarna hij acht jaar aan diezelfde universiteit verbonden was als onderzoeksmedewerker. In 1969 stapte hij over naar het ministerie van Justitie, waar hij bij de stafafdeling Wetgeving meewerkte aan de totstandkoming van het Nieuw Burgerlijk Wetboek. Hij bleef daar tot 1982, toen hij werd benoemd tot raadsheer bij het Gerechtshof 's-Gravenhage, waar hij sinds 1978 al raadsheer-plaatsvervanger was. Op 6 februari 1989 werd Neleman voorgedragen voor benoeming in de Hoge Raad. De benoeming volgde op 17 april van dat jaar. In zijn periode als raadsheer was hij ook regeringscommissaris voor de boeken 7, 8 en 10 van het Nieuw Burgerlijk Wetboek en voorzitter van het Haags Juridisch Genootschap. Op 19 juni 2000 werd hij vicepresident van de Hoge Raad en voorzitter van de civiele kamer, een functie die hij tot en met 31 oktober 2005 zou uitoefenen. Hij werd als vicepresident opgevolgd door Detmer Beukenhorst.
Neleman was Ridder in de Orde van de Nederlandse Leeuw. Hij overleed in 2021 op 84-jarige leeftijd.
- International Standard Name Identifier: 0000 0000 2148 5917
- Library of Congress Control Number: n79089306
- Nederlandse Thesaurus van Auteursnamen: 068000154
- Virtual International Authority File: 52966859
- WorldCat: E39PBJj4xTQ4KKvJRw4VyqTyh3